# Sphagnum junghuhnianum
Sphagnum junghuhnianum är en bladmossart som beskrevs av Frans François Dozy och Molkenboer 1854. Sphagnum junghuhnianum ingår i släktet vitmossor, och familjen Sphagnaceae. Inga underarter finns listade i Catalogue of Life.